# Héctor Silva
Héctor Silva (Montevidéu, 1 de fevereiro de 1940 – Montevidéu, 30 de agosto de 2015) foi um futebolista uruguaio que atuava como meia-atacante.

## Carreira
Iniciou a carreira em 1958, no Danubio, porém seria no Peñarol que teria maior sucesso - foi tricampeão uruguaio em 1964, 1965 e 1967. Teve ainda passagens por Palmeiras e Portuguesa antes de voltar ao Danubio em 1973, pendurando as chuteiras em 1975.

## Seleção Uruguaia
Héctor Silva fez parte do elenco da Seleção Uruguaia de Futebol nas Copas de 1962 e 1966. Nesta última, foi expulso de forma polêmica pelo inglês Jim Finney, juntamente com o compatriota Horacio Troche, ao revidar as entradas dos jogadores da Alemanha Ocidental, que venceu o jogo por 4 a 0.
Héctor Silva faleceu em 30 de agosto de 2015, aos 75 anos, em Montevidéu, Uruguai, de parada cardíaca.